# ساموئل اس. فلپس
ساموئل اس. فلپس (به انگلیسی: Samuel S. Phelps) سناتور سابق عضو حزب ویگ بود. وی در سال ۱۸۳۹ تا ۱۸۵۱ و ۱۸۵۳ تا ۱۸۵۴ میلادی سناتور ایالت ورمانت در سنای ایالات متحده آمریکا بود.